# Sibylle de Bavaria
Sibylle de Bavaria (n. 16 iunie 1489, München, Ducatul de Bavaria – d. 18 aprilie 1519, Heidelberg, Palatinatul Elector), membră a Casei de Wittelsbach, a fost prințesă de Bavaria- München și principesă a Palatinatului Elector prin căsătoria cu principele Ludovic al V-lea al Palatinatului.

## Viața
Sibylle era fiica ducelui Albert al IV-lea de Bavaria-München (1447 – 1508) și a Kunigundei de Austria (1465 – 1520), fiica împăratului Frederic al III-lea. S-a căsătorit pe 23 februarie 1511 în Heidelberg cu electorul palatin Ludovic al V-lea (1478 – 1544). Cei doi nu au avut copii.
Ludovic fusese logodit inițial cu sora mai mare a Sibyllei, Sidonia, care a decedat la vârsta de 17 ani înainte de căsătorie. Mariajul Sibyllei cu Ludovic a fost un baza relaxării relațiilor dintre Bavaria și Palatinat foarte afectate de Războiul de Succesiune Landshut. De asemenea, relațiile dintre Palatinat și împăratul romano-german Maximilian I, unchiul Sibyllei, s-au îmbunătățit.
Sibylle a murit în 1519 și a fost înmormântată în Biserica Sfântului Duh din Heidelberg.